# Hendrik II van Vianen
Hendrik II van Vianen (±1357 - 17 april 1417) was heer van Vianen, Helsdingen, Goye en burggraaf van Utrecht. Door huwelijk erfde hij ook het kasteel Herlaer en de heerlijkheid Ameide met Neder-Boeicop, Lakerveld, Lang en Hoog Bolgarijen (Zijdervelt), Meerkerk, Twaalfhoeven en Tienhoven.

## Levensloop
Hij was een zoon van Gijsbert van Vianen en Beatrijs, een dochter van Jan I van Egmond. Hij vocht met zijn vader Gijsbert van Vianen een oorlog of buurtdispuut uit tegen Otto en Jan V van Arkel tussen 1387-1390 – dit ging over gronden in Meerkerk, Kort-Bolgerij, Hoog Blokland en Ameide die allen verloren gingen aan de van Arkels. In de Hoekse en Kabeljauwse twisten koos hij de kant van de Hoeken mede door het conflict met de van Arkels, terwijl zijn vader bij het uitbreken van de "twisten" nog de Kabeljauwse zijde verkoos. Hij kreeg na de moord op Aleid van Poelgeest (1392) te maken met Albrecht van Beieren, die Hendrik een knieval liet maken waarbij enkele grondbezittingen hem werden ontnomen.
Hij verkocht het "huys Ter Goye" in 1397 aan Willem van Abcoude.
Na 1400 sloot Hendrik een verbond met de bisschop van Utrecht, Frederik van Blankenheim, om de tollen bij Vianen terug te krijgen uit Arkelse handen – in 1402 sloot graaf Willem VI van Holland zich aan bij dit verbond tijdens de aanvang van de Arkelse Oorlogen. Hij nam het zelfde jaar deel aan het Beleg van Gorinchem, waar zijn toekomstige schoonzoon gevangen werd genomen. Hendrik was ook betrokken bij het "Beleg van Hagestein" dat op 23 december 1405 werd ingenomen, waarna hij zijn bezittingen Ameide en Meerkerk terug kreeg en de van Arkels een flinke tik had uitgedeeld. In 1413 droeg hij het "goed" Lang-Bolgarijen aan Hubert III van Culemborg over, die het beleende van Willem VI van Holland. Hij overleed in 1417 en werd begraven in de Grote kerk van Vianen.
In 1373 huwde hij met Heilwich van Herlaar, waarbij dispensatie van de paus moest worden aangevraagd voor het huwelijk, omdat ze verwant aan elkaar waren. Zij kregen een dochter:
- Johanna van Vianen (18 april 1418†), huwde Walraven I van Brederode